# Hilla
Hilla (arabsky ٱلْحِلَّة‎) je město v Iráku, hlavní město guvernorátu Bábil. Město leží na rameni řeky Eufrat cca 100 km jižně od Bagdádu a v roce 2018 zde žilo cca 450 tisíc lidí.

## Poloha
Město se rozkládá v blízkosti bývalého starověkého Babylonu a déle poblíž měst Borsippa a Kiš. Obklopuje jej převážně úrodná krajina okolo řeky Eufratu, kde se pěstuje ovoce, obilniny a řada dalších plodin. Řeka Eufrat dělí město na dvě zhruba stejné části. Často se zde vyskytují datlové palmy.

## Historie
Město bylo kdysi centrem islámské vzdělanosti. Jako Al Džamiajn vzniklo v 10. století. V nedaleké vesnici Al Kifl se údajně nachází Ezechielův hrob.

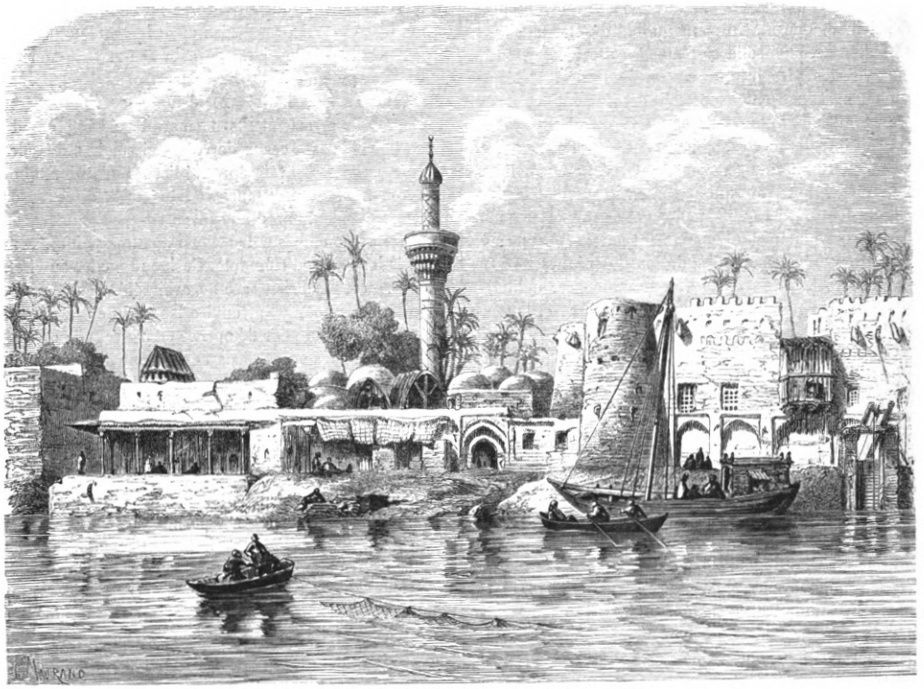
Pohled na město v roce 1861.

Ve středověku bylo město dobyto Turky. Již v této době byly budovány hráze, zavlažovací kanály a další stavby pro zlepšení podmínek pro zemědělství. Roku 1713 zde byla postavena Velká mešita. Osmané zde také v druhé polovině 19. století nechali zbudovat i první školu, kde se ovšem vyučovalo v turečtině. Také z Hilly učinili v 18. století administrativní centrum. Nejinak to bylo po první světové válce, kdy Turci odešli a nahradili je Britové jako koloniální mocnost. V letech 1911 až 1913 byla poblíž Hilly postavena rozsáhlá vodní nádrž, z níž byla voda rozvedena kanály, což omezilo rizika sucha a zlepšilo zemědělskou produkci. V roce 1920 bylo město místem povstání místního obyvatelstva proti britské koloniální správě. Roku 1927 začaly v Hille vycházet první noviny.
V 80. letech 20. století zde byl iniciován projekt obnovy původního města Babylonu včetně snahy zde postavit i turistický resort.
V roce 1991 začala fungovat Babylonská univerzita. V témže roce zde došlo k povstání, které bylo namířeno proti Saddámu Husajnovi a tehdy vládnoucí straně Baas. Ozbrojení povstalci vyhnali představitele vládnoucí strany z města (nejinak tomu bylo také i např. v nedaleké Basře. Povstání se odehrálo krátce po skončení války v Zálivu.
V roce 2003 během války v Iráku probíhaly o město tvrdé boje. Američtí vojáci zde měli ztráty ve výši několika set mužů. Během koaliční prozatímní správy město spadalo do sektoru, který byl pod kontrolou polských vojáků. Poláci byli také přítomni v Hilla během irácké prozatímní vlády.
Přestože ve městě byl po skončení války relativní klid, docházelo zde od roku 2004 až do roku 2016 čas od času k bombovým útokům různých teroristických organizací. Například dne 6. března 2016 vybuchla ve městě bomba v autě a zabila 60 lidí. K útoku se přihlásila teroristická organizace ISIS. Dne 24. listopadu 2016 vybuchla další bomba v autě a zabila 100 lidí, většinu z nich tvořili íránští šíitští poutníci, podle agenturní zprávy zveřejněné v internetovém vydání New York Times se k tomuto útoku se přihlásil také ISIS.

## Ekonomika

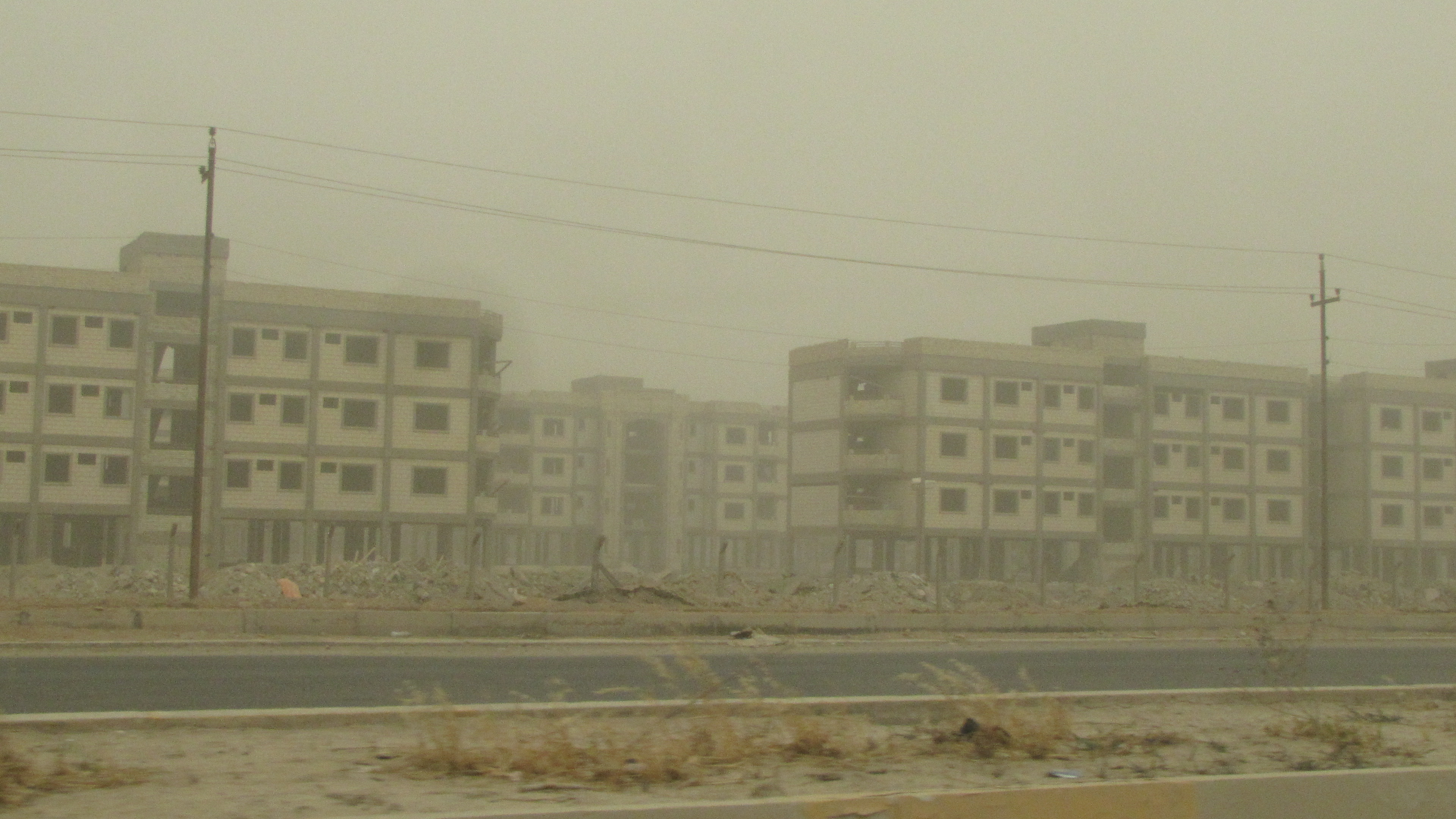
Výstavba nových domů v roce 2010.

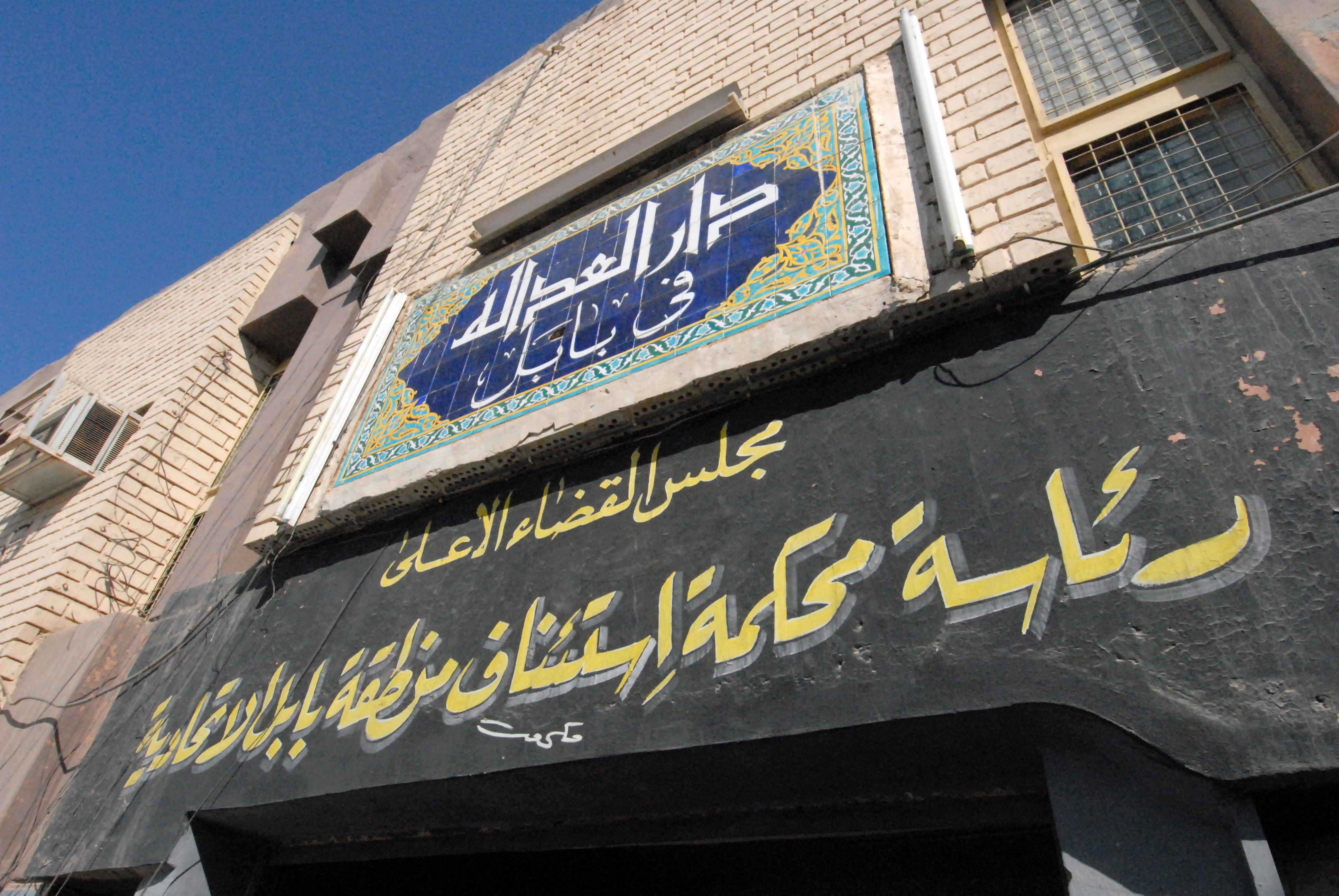
Budova soudu.

Město bylo v Iráku významným centrem místního textilního průmyslu. Nacházely se zde také továrny, které dodávaly pro iráckou armádu. Textilní závod byl založen roku 1967. Kromě toho zde dalším významným zaměstnavatelem byl i státní podnik na karoserie autobusů a výrobu přívěsů.
Nedaleko města vede klíčový ropovod, který spojuje ropná pole okolo Basry s Bagdádem.

## Kultura
Místní knihovna, která nese název podle řeky Eufratu (Al-Furat) byla otevřena roku 1925. Poté následovalo v dalších několika letech více podobných institucí. Umělecká společnost zde byla ustanovena roku 1975.
Od roku 2010 se v Hille pořádá mezinárodní kulturní festival, který nese název podle nedalekého města Babylonu.
Mezi historicky významné objekty patří místní tržnice (nejstarší z 18. století) a několik mešit.

## Doprava
Řeku Eufrat překonávají v Hille celkem čtyři větší silniční mosty.
Město má dálniční (dálnice M1) i železniční spojení se zbytkem Iráku. Prochází tudy železniční trať z Bagdádu do Basry.